# Metylokatynon
Metylokatynon (efedron) – organiczny związek chemiczny, aminoketon o działaniu stymulującym na ośrodkowy układ nerwowy. Powoduje uwalnianie (ang. releasing) katecholamin: dopaminy i noradrenaliny. Używany zwykle jako rekreacyjny psychostymulant, popularny w środowisku narkomanów. Podawany jest doustnie lub dożylnie. W Polsce znany jako metkat, kot i jeff, marcepan (z powodu łagodnego zapachu pochodzącego od benzaldehydu, który w niewielkich ilościach powstaje podczas reakcji wytwarzania tego aminoketonu, wskutek rozerwania wiązania węgiel-węgiel między komponentą benzylową a komponentą pochodnej aminowej przez agresywny utleniacz użyty do reakcji).

## Historia
Metylokatynon został otrzymany po raz pierwszy w 1909 r. na Uniwersytecie w Marburgu przez A. Goehringa. W latach trzydziestych i czterdziestych XX wieku w Związku Radzieckim używany był jako stosunkowo efektywny, choć podnoszący puls i ciśnienie lek przeciwdepresyjny pod nazwą Efedron (ros. Эфедрон). Później został jednak wycofany z obrotu w całym ZSRR. Jest substancją psychostymulującą używaną na całym świecie, głównie na obszarze dawnego ZSRR (gdzie odnotowano przypadki śmiertelne w związku z jego nadużywaniem), lecz również w Polsce i Ameryce Północnej.

## Właściwości chemiczne
Metylokatynon jest bardzo podobny strukturalnie do etkatynonu i katynonu (jest N-metylową pochodną katynonu) – stymulującego alkaloidu występującego w czuwaliczce jadalnej. Ma w strukturze szkielet fenyloetyloaminy, podobnie jak pokrewne stymulanty: pseudoefedryna i bupropion. Jest bardzo nietrwały w stanie wolnym; w roztworze o lekko kwaśnym pH pod postacią soli jest trwalszy, lecz także rozkłada się w ciągu kilkunastu godzin.
Może zostać otrzymany poprzez utlenianie efedryny bądź pseudoefedryny za pomocą np. nadmanganianu potasu lub podchlorynu sodu.

## Działanie
Istnieją dwa izomery optyczne metylokatynonu, oba są biologicznie czynne. Wykazano, że metylokatynon ma wysokie powinowactwo do transporterów dopaminy i noradrenaliny, znacznie niższe zaś do transportera serotoniny (działanie serotoninergiczne jest zaniedbywalne w porównaniu z dopaminergicznym i noradrenergicznym). Wyjaśnia to efekty obserwowane u ssaków po podaniu tego aminoketonu – lekką euforię i pobudzenie psychoruchowe.
Działanie jest w wielkim przybliżeniu podobne do innych stymulantów dopaminergiczno-noradrenergicznych, przy czym wydaje się znacznie mniej szkodliwy (nie ma działania neurotoksycznego jak metamfetamina czy kokaina po nałogowym stosowaniu), a potencjalne działania niepożądane są w pełni odwracalne. Podobnie jak wspomniane substancje, chociaż znacznie słabiej, powoduje pobudzenie, zwiększenie ciśnienia krwi, szybsze bicie serca, pewną euforię oraz nieznaczne podniesienie samooceny. Po podaniu doustnym działanie metylokatynonu rozpoczyna się po ok. 20 minutach i trwa zwykle cztery do maksymalnie sześciu godzin. Po podaniu dożylnym, bardzo zresztą ryzykownym, działanie zaczyna się w ciągu kilku sekund i trwa tylko ok. 30 minut. Po tym czasie następuje tzw. „zjazd” podczas którego może pojawić się obniżony nastrój, zmęczenie, zniesienie apetytu, senność, poczucie bezsilności wobec problemów, brak motywacji, kołatanie serca, niekiedy ból głowy. Te nieprzyjemne objawy, związane z pobudzeniem układu współczulnego, powoduje pseudoefedryna, która jest głównym metabolitem metylokatynonu u ludzi. Objawy te są bardziej nasilone przy wyższych dawkach, przy niższych są słabsze lub nie pojawiają się wcale.
Wydalanie pseudoefedryny, która w ciele człowieka podlega metabolizmowi zaledwie w ok. 1% i jest wydalana niemal w całości w postaci niezmienionej z moczem, można przyspieszyć stosując substancje zakwaszające mocz.
Efekty:
- psychiczne:
  - lekka euforia,
  - pobudzenie,
  - wzrost motywacji i chęci do działania,
  - empatia i chęć komunikacji z innymi ludźmi,
  - rozmowność, niekiedy nawet gadatliwość.

- fizyczne:
  - szybsze bicie serca,
  - zwiększenie ciśnienia tętniczego krwi,
  - zmniejszenie lub brak łaknienia,
  - suchość w jamie ustnej (z powodu zmniejszenia wydzielania acetylocholiny wskutek aktywacji receptorów adrenergicznych α1,
  - rozszerzenie źrenic,
  - przyspieszony i płytki oddech (nie u każdego),
  - problemy z erekcją (u mężczyzn)
  - problemy z oddaniem moczu (sporadycznie).

## Zagrożenia

### Przeciwwskazania
Ze względu na relatywnie silny pozytywny wpływ noradrenergiczny, metylokatynonu nie wolno stosować osobom:
- z chorobami serca (m.in. chorobą wieńcową)
- z nadciśnieniem tętniczym, zwłaszcza znacznym
- ze skłonnościami do samoistnych ataków paniki
- zażywającym leki beta-adrenolityczne (tzw. beta-blokery), w skrajnych przypadkach takie połączenie może doprowadzić do śmierci[7].

Przeciwwskazaniem względnym są również występujące zaburzenia psychotyczne typu schizofrenicznego.

### Ryzyko zatrucia
Metylokatynon jest stosunkowo mało szkodliwy jak na stymulant; nie jest metabolizowany do neurotoksycznych metabolitów jak metamfetamina, ani też nie powoduje tak silnej chęci ponownego zażycia jak kokaina. Jednak pojawia się inne ryzyko: roztwór metylokatynonu uzyskany po nieudolnym przeprowadzeniu reakcji (i użyciu nadmiaru utleniacza w stosunku do niedomiaru pseudoefedryny) może zawierać szkodliwe pozostałości po utleniaczach, np. związki manganu, co może prowadzić do zatrucia manganem (manganizmu) i toksycznego parkinsonizmu. Istnieje pojęcie „encefalopatii efedronowej” związanej z nagromadzeniem się manganu w OUN.

### Nadużywanie
Codzienne przyjmowanie metylokatynonu, podobnie jak i innych stymulantów noradrenergicznych, jest obciążeniem dla organizmu podobnym jak chroniczny stres. Ponadto częste podawanie dożylne, zwłaszcza przy braku higieny i umiejętności skutecznego wkłucia, może doprowadzić do zapalenia żył powierzchniowych i głębokich oraz do zakażenia.

### Uzależnienie
Podobnie jak inne pochodne fenyloetyloaminy, metylokatynon nie uzależnia fizycznie, jednak jego zażywanie może prowadzić do uzależnienia psychicznego (przy podaniu dożylnym – już od pierwszego użycia, natomiast jest wysoce nieprawdopodobnym, żeby nawet kilkukrotne przyjęcie rekreacyjnej dawki tego stymulantu doprowadziło do uzależnienia). Dużą rolę odgrywa tu podatność osobnicza. Zniechęcająco może działać perspektywa tzw. „zjazdu”. Zależne jest to także od metody podania. Jako że po podaniu dożylnym efekty są bardzo intensywne, ale nie trwają długo, może to doprowadzić nawet do zażywania go kilka razy dziennie w patologicznych przypadkach. Po kilkukrotnym użyciu, zwłaszcza w przeciągu krótkiego czasu, pojawia się zjawisko tolerancji.